# Max Schmeling
Maximillian Adolph Otto Siegfried "Max" Schmeling (28 setembre 1905 – 2 febrer 2005) fou un boxejador alemany que ostentà el títol de campió del món de la categoria pesos pesants entre 1930 i 1932. Els seus dos combats amb Joe Louis, el 1936 i el 1938, van tenir un ressò mundial.

## Carrera i biografia

### Fins a 1932. Amèrica
Va iniciar la seva carrera professional el 1924, i l'any 1928 anà a combatre als Estats Units, on no era més que un boxejador europeu desconegut. La seva victòria contra pronòstic sobre Johnny Risko, per knockout tècnic al novè round, el va convertir en una sensació. El 1930 s'enfrontà a Jack Sharkey pel títol de campió del món de pesos pesants, aleshores vacant per la retirada del campió vigent, Gene Tunney. Sharkey el deixà fora de combat amb un cop baix al quart round i fou desqualificat. Així, Schmeling es convertí en el primer campió del món alemany, en el primer europeu en 33 anys que obtenia el títol i en el primer boxejador que ho feia per desqualificació de l'adversari. L'any següent va conservar el campionat davant Young Stribling, però el 1932, en la revanxa amb Sharkey, va perdre'l després d'una decisió arbitral controvertida. El mateix any va derrotar Mickey Walker, que al seu torn havia vençut a Sharkey. La sensació de robatori en el mundial i la victòria sobre Walker van augmentar la fama de l'alemany. Mentrestant, però, Adolf Hitler havia pres el poder a Alemanya i el partit Nazi va donar suport a la carrera de Schmeling amb fins propagandístics, cosa que va fer que se'l comencés a percebre com un 'titella dels nazis'. El 1933 va ser derrotat per Max Baer, i semblà que el seu temps havia passat –tanmateix va conservar la celebritat al seu país, on seguia sent l'esportista que més havia destacat a nivell internacional.

### 1933-1945. Els combats amb Louis

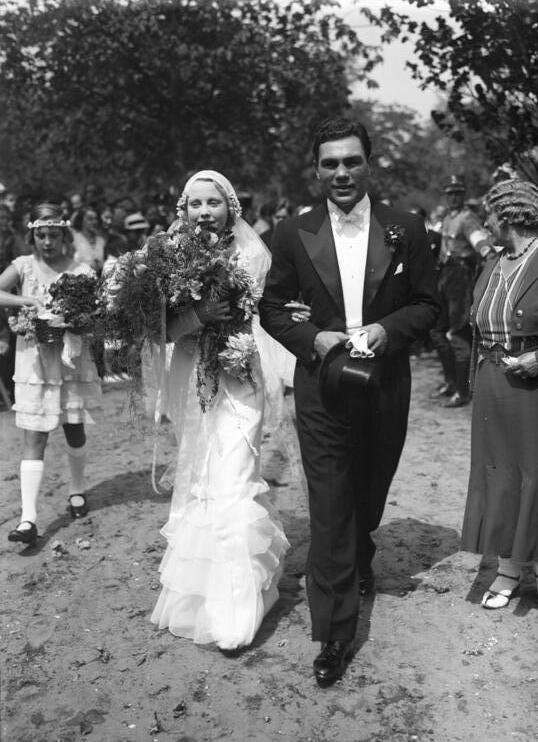
Casament de Max Schmeling i Anny Ondra

El mateix 1933 es casà amb l'actriu txeca, instal·lada a Berlín, Anny Ondra. El matrimoni durà fins a la mort d'ella, el 1987. No tingueren fills perquè Ondra patí un avortament espontani arran d'un accident de cotxe i ja no pogué ser mare. La celebritat de que gaudien tant l'un i com l'altra a l'Alemanya dels 1930 feu d'ells una parella extremadament popular fins al final de la Segona Guerra Mundial. Protagonitzaren junts la pel·lícula Knockout - Ein junges Mädchen, ein junger Mann (Karel Lamač,1935) produïda per Ondra.

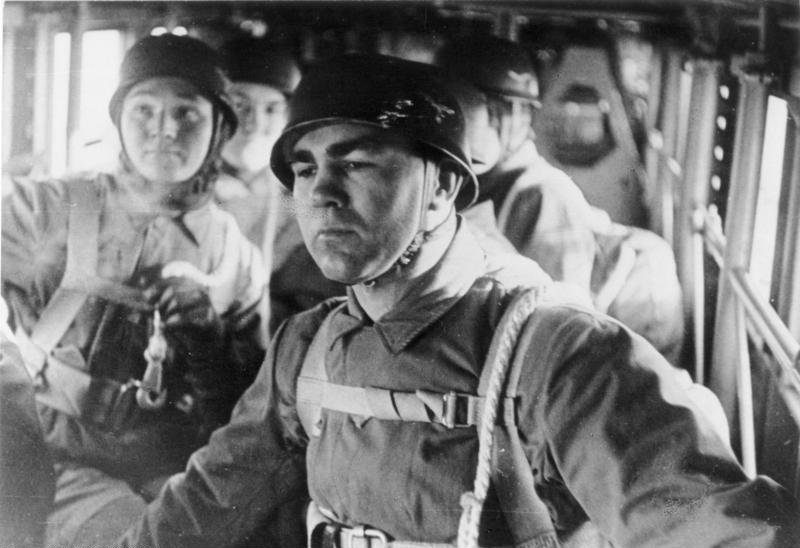
Schmeling de paracaigudista

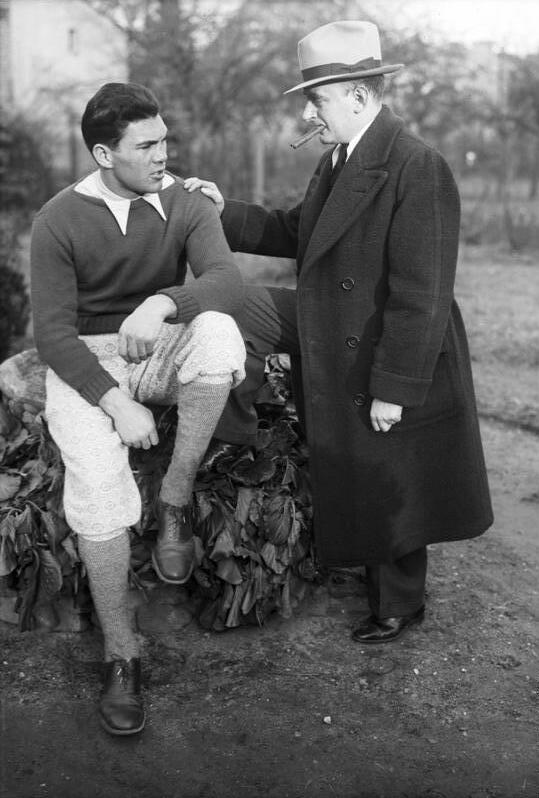
Schmeling amb el seu mànager, Joe Jacobs

El 1936, Schmeling s'enfrontà, contra l'opinió del règim, al boxejador afroamericà Joe Louis i el deixà fora de combat, en el primer KO encaixat per Louis en tota la seva carrera. Quedà així com l'aspirant número u al títol mundial, que aleshores tenia Jim Braddock, però Louis se li avançà derrotant Braddock el 1937. Schmeling tingué el 1938 l'oportunitat de recuperar el títol perdut quatre anys abans, enfrontant-se de nou a Louis. Els nazis intentaren dissuadir-lo d'arriscar-se de nou contra un afroamericà, però en no aconseguir-ho decidiren transformar el combat en una operació propagandística, que provocà una forta reacció a Amèrica. Schmeling, que lluità en un ambient completament advers, caigué fora de combat en un round. La seva derrota davant d'un adversari que consideraven "inferior" enfurí les autoritats nazis. En represàlia, fou mobilitzat durant la guerra com a paracaigudista d'elit i resultà ferit durant la invasió de Creta. Retirat del front, hagué de realitzar gires pels camps de presoners explicant els seus combats contra Louis.

### Després de la guerra
Després de la guerra, Schmeling fou detingut i investigat per col·laboració amb els nazis. Si bé era amic de molt antic amb la família  Goebbels i les autoritats nazis havien ajudat la seva carrera, ell s'havia negat a deixar de treballar amb el seu mànager Joe Jacobs, que era jueu, i a trencar relacions amb altres amics i col·laboradors jeus. No s'havia afiliat al partit i havia rebutjat les condecoracions com a heroi de guerra. En l'ocasió del seu segon enfrontament contra Louis, els Estats Units li havien ofert de nacionalitzar-se i el govern alemany, tement la seva deserció, havia prohibit que la seva mare i la seva esposa l'acompanyessin a Amèrica. A més, ell i Any Ondra van arriscar la vida durant la Nit dels vidres trencats amagant i ajudant a evacuar d'Alemanya dos nens jueus, fills d'un amic. Un cop alliberat, amb una onerosa multa, Schmeling tornà al ring temporalment fins que el 1948 es retirà definitivament. Amb els diners aconseguits, ell i Ondra, que també havia deixat la seva carrera al cinema, van comprar una casa al poblet de Hollensted, prop d'Hamburg, on es dedicaren a la cria d'aviram i de visons. A la dècada dels 1950, mercès a les relacions trenades a l'època americana, Schmeling obtingué la representació de Coca-Cola per al nord d'Alemanya.
Amb el temps, ell i Joe Louis van esdevenir amics. Schmeling ajudà econòmicament el seu antic contrincant i, en morir Louis a Detroit en la pobresa l'any 1981, va ser un dels portadors del fèretre i va costejar el funeral.
El febrer de 1987 Anny Ondra, tres anys més gran que ell, va morir d'un vessament cerebral. Schmeling li va sobreviure fins al febrer de 2005 i està enterrat al seu costat, a Hollensted. A la seva mort, la República Federal Alemanya li dedicà un segell de correus.
El 2003, la revista The Ring va incloure Schmeling amb el número 55 a la llista dels 100 boxejadors més importants de tots els temps.